# Махньово
Махньо́во (рос. Махнёво) — селище міського типу, центр Махньовського міського округу Свердловської області.
Населення — 3399 осіб (2010, 3750 у 2002).